# Flinch (canción)
«Flinch» es una canción de la cantante canadiense Alanis Morissette, escrita y producida por esta para su quinto álbum de estudio Under Rug Swept de 2002.
Fue lanzado como el segundo sencillo en Brasil mientras que en otros lugares fue Precious Illusions.
En un examen independiente de Under Rug Swept la canción fue nombrado una "balada delicada que recuerda a Joni Mitchell en su mejor momento ". Weekly lo llamó «la más recta balada en más de seis minutos», y que «está a la altura del majestuoso tema de Morissette Uninvited».
El video musical fue una interpretación de la canción que  Morissette hizo en un show de televisión de la revista noticiosa  Fantástico, dirigido por Mauro Mendonça Filho.